# Jansug Kakhidze

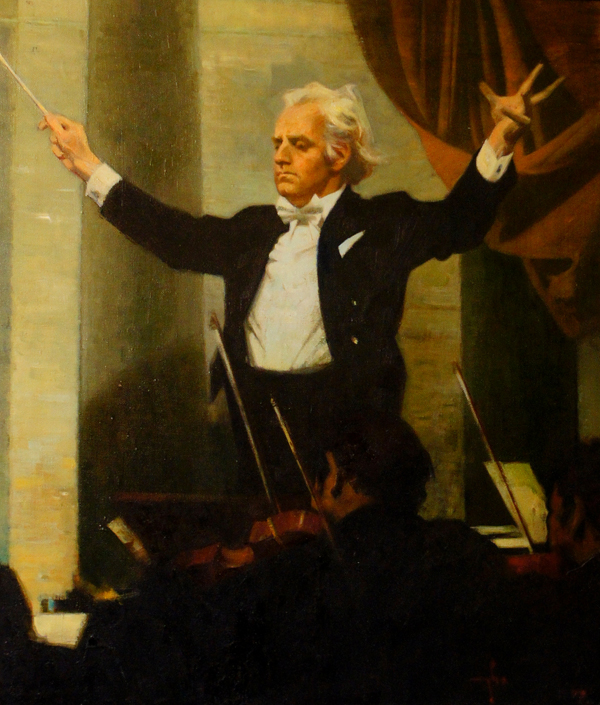
Jansug Kakhidze

Jansug Ivanes dze Kakhidze (georgisch: ჯანსუღ კახიძე; * 26. Mai 1935 in Tiflis, GSSR, Sowjetunion; † 7. März 2002 in Tiflis, Georgien) war ein georgischer Dirigent mit dem Spitznamen „der georgische Karajan“. Kakhidze war ab 1973 zwei Jahrzehnte lang Musikdirektor des Georgian State Symphony Orchestra. Er ist der Vater des Komponisten und Dirigenten Vakhtang Kakhidze.

## Musikalische Karriere
1958 graduierte Kakhidze an der Fakultät für Chorleitung des Staatlichen Konservatoriums Tiflis. Ab 1963 belegte er die Aufbaustudiengänge für Opern- und Sinfonieorchester unter der Leitung von Odysseas Dimitriadis an derselben Institution. Es folgte eine Ausbildung in Moskau unter dem ukrainisch-französischen Dirigenten Igor Markevich. Von 1982 bis 2002 war Jansug Kakhidze künstlerischer Leiter und Chefdirigent des Opern- und Ballett-Theaters Tiflis. Zu den unter seiner Leitung veröffentlichten Opernaufführungen gehörten u. a. Salome, Don Giovanni, Boris Godunow, Il trovatore, Otello, Rigoletto, Cavalleria rusticana, Gianni Schicchi und L’elisir d’amore. 1989 baute Kakhidze in Tiflis einen neuen Saal für Symphoniemusik, zu dem auch das Tiflis-Zentrum für Musik und Kultur gehörte. Dort gründete er im Jahr 2000 den ersten professionellen Knabenchor in Tiflis, um die klassischen darstellenden Künste in Georgien weiterzuentwickeln. 1993 gründete Kakhidze das neue Tiflis-Sinfonieorchester und leitete es bis zu seinem Tod im Jahr 2002.
Kakhidze, der für sein innovatives Programm und seine Hingabe an zeitgenössische Werke aus seiner Heimat bekannt ist, pflegte eine enge Freundschaft zu Giya Kancheli und nahm neben vielen anderen Werken auch dessen gesamten Zyklus von sieben Symphonien auf.
Zu den Höhepunkten von Kakhidzes Karriere gehörten zahlreiche Auftritte in ganz Europa und Australien. Seine Aufführung von Berlioz’ La damnation de Faust mit dem Orchestre de Paris im Jahr 1990 wurde von Kritikern hoch gelobt und verhalf ihm zu weiteren internationalen Erfolgen in Ländern wie den USA, wo er als Gastdirigent sowohl beim Boston Symphony Orchestra als auch beim National Symphony Orchestra arbeitete.